# Casanòva, Sèrras e Alens
Casanòva, Sèrras e Alens (francès Cazenave-Serres-et-Allens) és un municipi francès situat al departament de l'Arieja i a la regió d'Occitània.